# Стерх
Стерх, или бе́лый жура́вль (лат. Leucogeranus leucogeranus) — вид журавлей, эндемик северных территорий России. Стерхи находятся под угрозой исчезновения и внесены в международные списки Красной книги Международного союза охраны природы и конвенции по международной торговле животными СИТЕС, а также Красной книги России. В настоящее время численность якутской популяции вида (в дикой природе) оценивается приблизительно в 2900—3000 особей. Критическая ситуация сложилась с западносибирскими стерхами — их в природе осталось около 20 особей.
Первым из зоологов гнездо стерха в северной Якутии нашёл и описал советский орнитолог К. А. Воробьёв 30 июня 1960 года. Однако долгое время биология этой птицы была мало изучена, и только относительно недавно, с основанием в 1973 году в США Дж. Арчибальдом Международного фонда охраны журавлей, орнитологи обратили более пристальное внимание на эту птицу. В 1979 году в СССР на территории Окского государственного заповедника был создан питомник стерхов, где учёные-орнитологи занялись их выращиванием для последующей реинтродукции в дикую природу. В 2002 году, основываясь на опыте американских учёных, была разработана программа по восстановлению популяции западносибирских стерхов, которая активно реализуется по настоящий день — «Полёт надежды».

## Описание

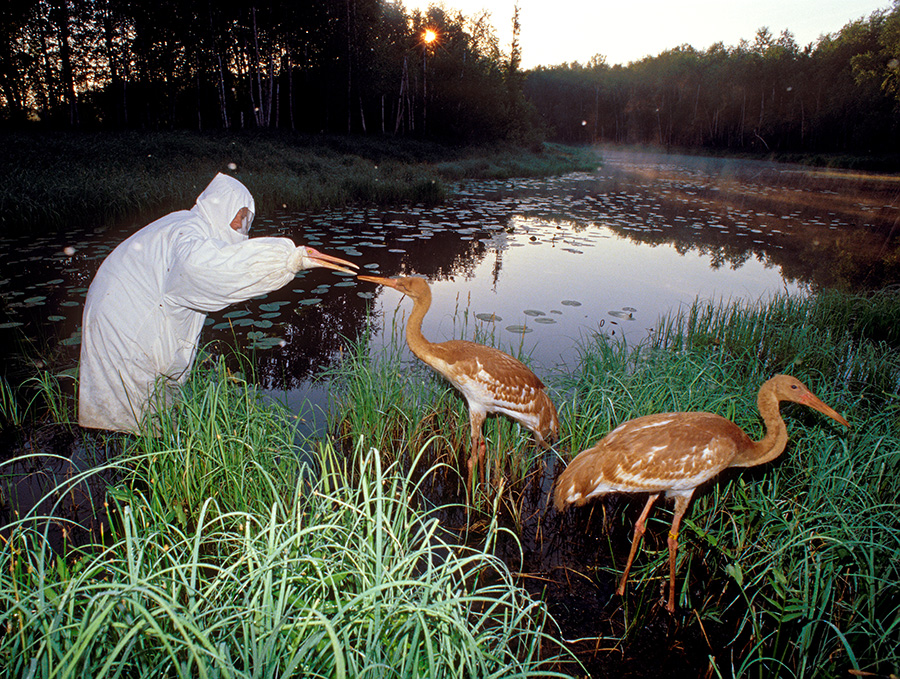
Молодые особи в питомнике Окского заповедника

Крупная птица: высота около 140 см, размах крыльев 2,1—2,3 м, масса 5—8,6 кг. Перья в передней части головы вокруг глаз и клюва отсутствуют, кожа в этом месте у взрослых птиц окрашена в ярко-красный цвет. Роговица глаз красноватая или бледно-жёлтая. Клюв длинный (самый длинный среди всех журавлей), красный, на конце пилообразно зазубренный. Оперение большей части тела белое, за исключением чёрных маховых перьев первого порядка на крыльях. Ноги длинные, красновато-розовые. У молодых стерхов передняя часть головы бледно-жёлтая; оперение коричневато-рыжее, с бледными пятнами на шее и подбородке. Изредка встречаются белые молодые стерхи с рыжими пятнами на спине, шее и по бокам. Глаза у птенцов первые полгода голубые, затем желтеют.
Половой диморфизм (видимые различия между самцами и самками) почти не выражен, хотя самцы слегка крупнее самок и имеют более длинный клюв. Подвидов не образует.

## Ареал и места обитания
Стерх гнездится исключительно на территории России. Отмечено две изолированные друг от друга популяции этой птицы: западная в Архангельской области, Республике Коми и Ямало-Ненецком автономном округе, и восточная на севере Якутии. Первая популяция, условно называемая «Обской», на западе ограничена устьем реки Мезень южнее полуострова Канин, на востоке поймой реки Куноват и нижним течением Оби в Ямало-Ненецком округе. В зимнее время птицы этой популяции мигрируют на заболоченные территории Индии (Национальный парк Кеоладео) и северного Ирана возле побережья Каспийского моря (Шомаль). Ареал восточной популяции пролегает в междуречье рек Яна, Индигирка и Алазея в Якутии; на зимовку эти птицы перелетают в Китай, в долину реки Янцзы в её среднем течении.
В Якутии стерх гнездится в безлюдных труднодоступных районах тундры, на сильно увлажнённых равнинных территориях; в Приобье посреди топких болот, окружённых угнетённым лесом.

## Образ жизни
Среди всех журавлей стерхи отличаются наибольшей требовательностью к условиям обитания, что делает сохранение этого вида трудновыполнимой задачей. Эти журавли больше других связаны с водным образом жизни, о чём говорит их длинный клюв и строение ног, позволяющее передвигаться по вязкой почве. Кроме того, их морфология и поведенческие характеристики несколько отличны от других родственных видов.
Голос стерхов заметно отличается от других журавлей — чистый, высокий, «серебряный» протяжный звук.
Сторонится человека; даже при дальнем его появлении может покинуть гнездо, что создаёт опасность лёгкой добычи потомства для хищников. Поэтому охотникам, например, запрещалось выходить на те болота, где гнездится стерх.

## Питание
Стерхи всеядны и питаются как растительной, так и животной пищей. Весной и летом рацион включает в себя мелких грызунов, яйца и птенцов других птиц, рыбу, насекомых и других беспозвоночных животных, клюкву, подводные части осоки и пушицы. Во время зимней миграции птицы употребляют в основном растительную пищу: богатые питательными веществами корневища и клубни водных растений. В отличие от других журавлей, стерхи никогда не ищут пропитание на сельскохозяйственных посевах.

## Размножение

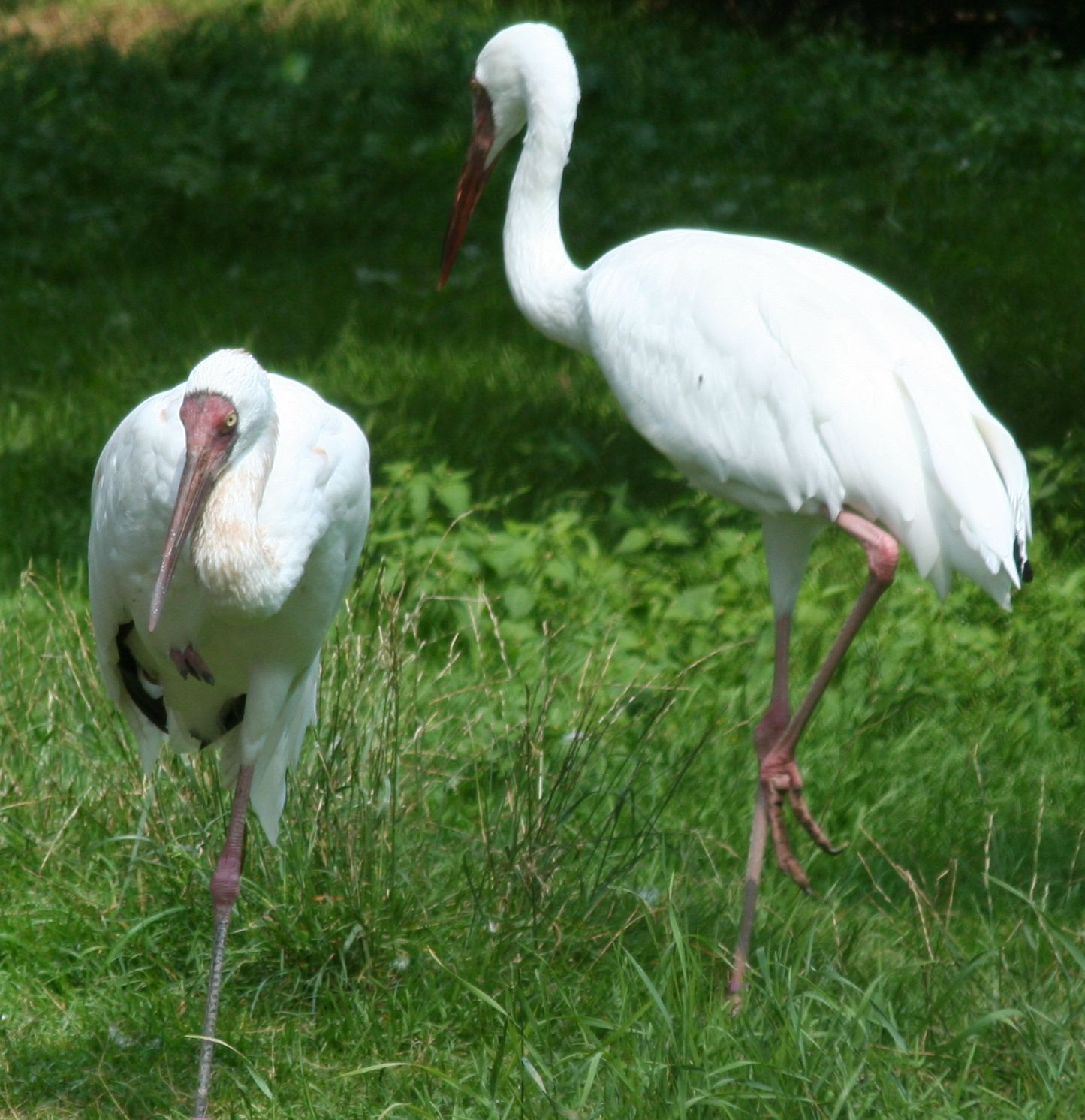
Пара стерхов

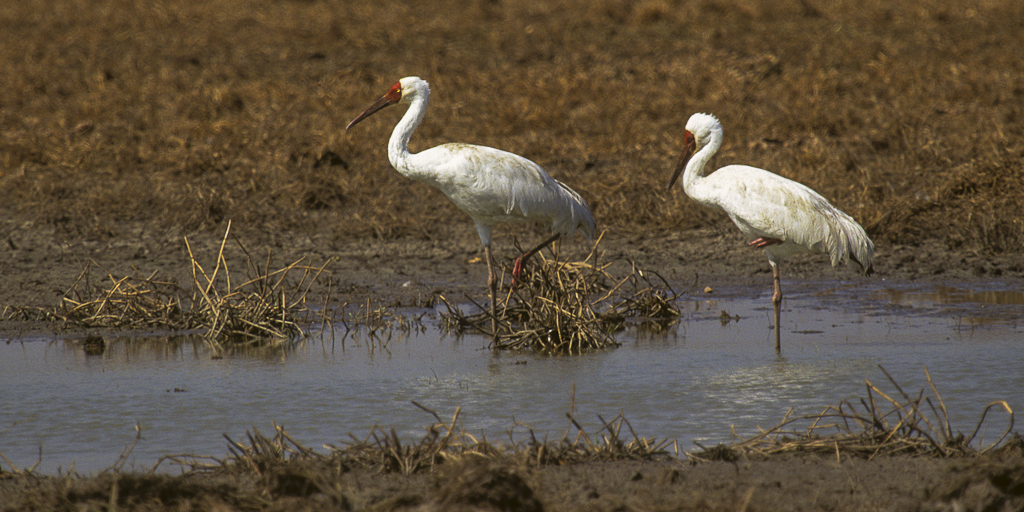

К месту гнездования пара прибывает обычно в конце мая. Как и у других видов журавлей, состоявшаяся пара отмечает своё соединение совместным характерным пением, которое обычно издаётся с запрокинутой головой и представляет собой череду сложных протяжных мелодичных звуков. При этом самец всегда расправляет крылья, а самка держит их сложенными. Кроме того, действо сопровождается характерными танцами самца и самки, которые включают в себя подпрыгивание, хлопанье крыльями, подбрасывание веточек и наклоны. Хотя танцы больше всего ассоциируются с ухаживанием, считается, что они являются обычным проявлением поведения журавлей и могут играть роль успокаивающего фактора при агрессии, снятия напряжения или усиления супружеской связи.
Гнездо устраивается в болотистой либо сильно увлажнённой местности тундры или тайги, при этом предпочтение отдаётся труднодоступной, хорошо просматриваемой большой территории с изобилием пресной воды. Строится гнездо прямо в воде с глубиной 30—40 см и возвышается над ней на высоте 12—15 см. В качестве строительного материала для гнезда используется осока или другая трава, которая складывается кучей, хорошо утрамбовывается, а сверху делается небольшое углубление. Строят гнездо вместе самец и самка.
Самка обычно откладывает 2 серых с тёмными пятнышками яйца массой около 215 г с промежутком в 2 дня, хотя в неблагоприятный год кладка может состоять только из одного яйца. Кладка происходит в конце мая — середине июня, инкубационный период длится около 29 дней. Насиживают оба родителя, однако самка проводит в гнезде большую часть времени. Основная работа по охране гнезда ложится на самца.
Выживает, как правило, только один птенец, так как между двумя птенцами возникает конкуренция за выживание, которая обычно заканчивается гибелью одного из них. Полное оперение птенцов наступает через примерно 70—75 дней.

## Угрозы и охрана

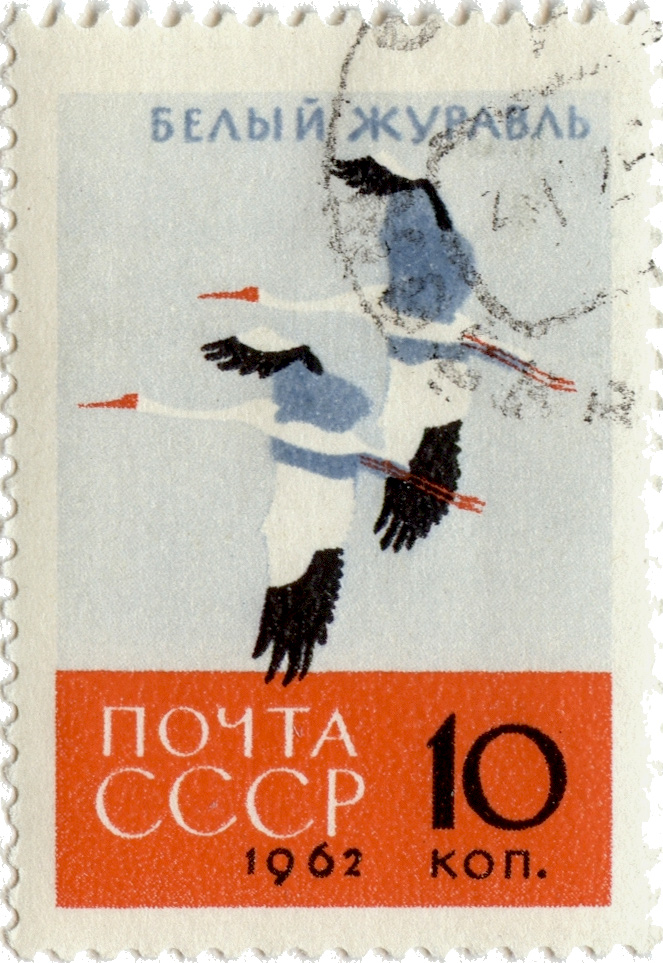
Белый журавль. Почтовая марка СССР, 1962 г.

Численность всех стерхов в дикой природе в мире составляет 3500—4000 особей, что ставит их на третье место от конца среди всех видов журавлей. При этом популяция западносибирских стерхов сократилась до 20 особей, что поставило её на грань полного исчезновения. Птицы крайне требовательны к определённой среде обитания и считаются наиболее приспособленным к жизни в воде видом. Хотя во время зимней миграции их среда обитания может быть более разнообразна, питаются и устраиваются на ночлег птицы исключительно на мелководье.
В связи с определёнными условиями обитания связаны и основные угрозы для выживания стерхов. Большая часть птиц в зимнее время мигрирует в долину реки Янцзы в Китае, где большая плотность населения, урбанизация, сельскохозяйственное использование земель и строительство ГЭС Три ущелья уменьшают площади возможного проживания этих птиц. В местах гнездовий факторами снижения популяции служат нефтедобыча и осушение болот. Западной популяции в России, а также в Пакистане, Афганистане и других странах угрожает охота на этих птиц.
Усилия по охране стерхов были начаты в 1970-х годах, с образованием в 1973 году Международного фонда охраны журавлей и подписанием в 1974 году советско-американского Соглашения о сотрудничестве в области охраны окружающей среды. В частности, в 1977—1978 годах в только что созданный журавлиный питомник в американском штате Висконсин были доставлены несколько собранных в дикой природе яиц, из которых вывелись 7 птенцов, положившие начало большой популяции искусственно разводимых стерхов. Аналогичный питомник был в 1979 году создан в СССР, на территории Окского биосферного государственного заповедника.
Учитывая тот факт, что из двух яиц в конечном счёте как правило выживает только один птенец, орнитологи изымали одно яйцо и помещали его в инкубатор. Потеряв кладку, самка способна отложить яйца ещё раз, и эти яйца также шли на разведение искусственным путём. На сегодняшний день, несколько тысяч стерхов содержатся в условиях вольеров в Бельгии, Китае, России и США.

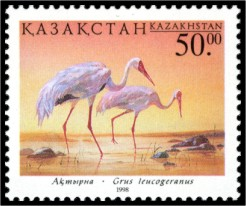
Белый журавль на марке Казахстана

Кроме создания резервного фонда, определённые усилия были сделаны по сохранению природных популяций этих птиц. В 1994 году Международный фонд охраны журавлей совместно с Конвенцией по сохранению мигрирующих видов диких животных (Боннская конвенция, CMS) из Германии выпустил Меморандум о взаимопонимании относительно мер охраны стерха, который подписали 11 государств, так или иначе связанных с обитанием или миграцией этих птиц. В рамках этого соглашения каждые 2 года орнитологи из Азербайджана, Афганистана, Индии, Казахстана, Китая, Монголии, Пакистана, России, Туркменистана и Узбекистана собираются вместе и обсуждают пути по сохранению стерхов. Был образован специальный проект «Стерх» (англ. Siberian Crane Wetland Project), задачей которого является сохранение и восстановление исчезающей популяции стерха на территории Ямала до уровня устойчивого самостоятельного воспроизводства.
С целью сохранения якутской популяции стерха в Китае в районе озера Поянху был создан национальный резерват. В России были образованы Государственный природный заказник Республики Саха (Якутия) Кыталык, который преобразуется в национальный парк, федеральный заказник Куноватский на территории Ямало-Ненецкого округа и Белозерский заказник в Тюменской области.
Стерх занесён в международную Красную книгу, Красную книгу Российской Федерации и Конвенцию о международной торговле видами дикой фауны и флоры, находящимися под угрозой уничтожения.

## «Полёт надежды»
С середины 1990-х годов в природу выпущено более 100 стерхов. Однако уровень смертности диких птенцов журавлей в природе в течение первого года жизни составляет 50-70 %. Выживаемость искусственно выращенных журавлят не превышает 20 %. Поэтому учёные стали искать более эффективные методы, позволяющие поднять уровень выживаемости интродуцированных птенцов.

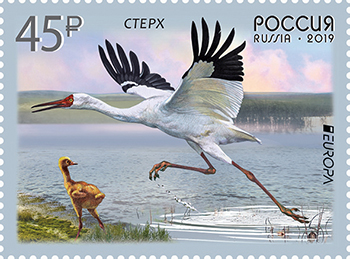
Почтовая марка. Стерх или белый журавль с птенцом

Очень важным для стершат является обучение технике полёта на дальние дистанции и освоение миграционных путей. Отсутствие полноценной полётной и навигационной подготовки существенно снижает шансы интродуцированных птенцов на выживание. Решить эту проблему удалось американским специалистам: они решили вести птенцов по маршруту будущей миграции с помощью мотодельтаплана, управляемого человеком.
Суть метода заключается в том, что в результате специальной подготовки выращенные в питомнике журавлята воспринимают мотодельтаплан как лидера стаи и следуют за ним до места зимовки, совершая остановки для отдыха в заранее выбранных подходящих местах. При такой схеме более 90 % интродуцированных птенцов после зимовки самостоятельно возвращаются на место выпуска. Впервые подобные полёты для обучения птиц начал осуществлять итальянский дельтапланерист-исследователь Анджело Д’Арриго, трагически погибший в 2006 году.
В 2001—2002 годах российские орнитологи детально изучили возможность применения американского метода для восстановления западносибирской популяции стерха и нашли его перспективным. В результате была разработана специальная программа по внедрению нового метода, которая получила название «Полёт надежды». Участники программы — Министерство природных ресурсов РФ, специалисты «ВНИИ Природы» Минприроды РФ, Окского биосферного государственного заповедника, нефтегазовой компании «ИТЕРА», фонда «Стерх», а также учёные из более, чем десяти стран мира. Национальным координатором программ по спасению стерха является Александр Сорокин — заведующий отделом биоразнообразия «ВНИИ Природы» Минприроды РФ.
В 2006 году было построено пять современных мотодельтапланов, и с помощью них стерхов повели в длительный полёт. Птиц довели от Ямала до Узбекистана, где они присоединились к диким серым журавлям и уже с ними отправились на зимовку. Очередная попытка управления перелётом стерхов была предпринята в 2012 году Стаю из шести стерхов довели до Белозерского федерального заказника в Тюменской области, однако на этот раз серые журавли не приняли стерхов.
Для повышения осведомленности людей о проблеме исчезающей популяции западносибирских стерхов в апреле 2012 года была запущена уникальная онлайн трансляция из гнёзд стерхов Окского заповедника — «Полёт надежды. LIVE». В режиме реального времени, без дублей и монтажа можно наблюдать за жизнью двух пар взрослых стерхов — начиная от появления у них потомства до обучения птенцов полётам за дельтапланом.

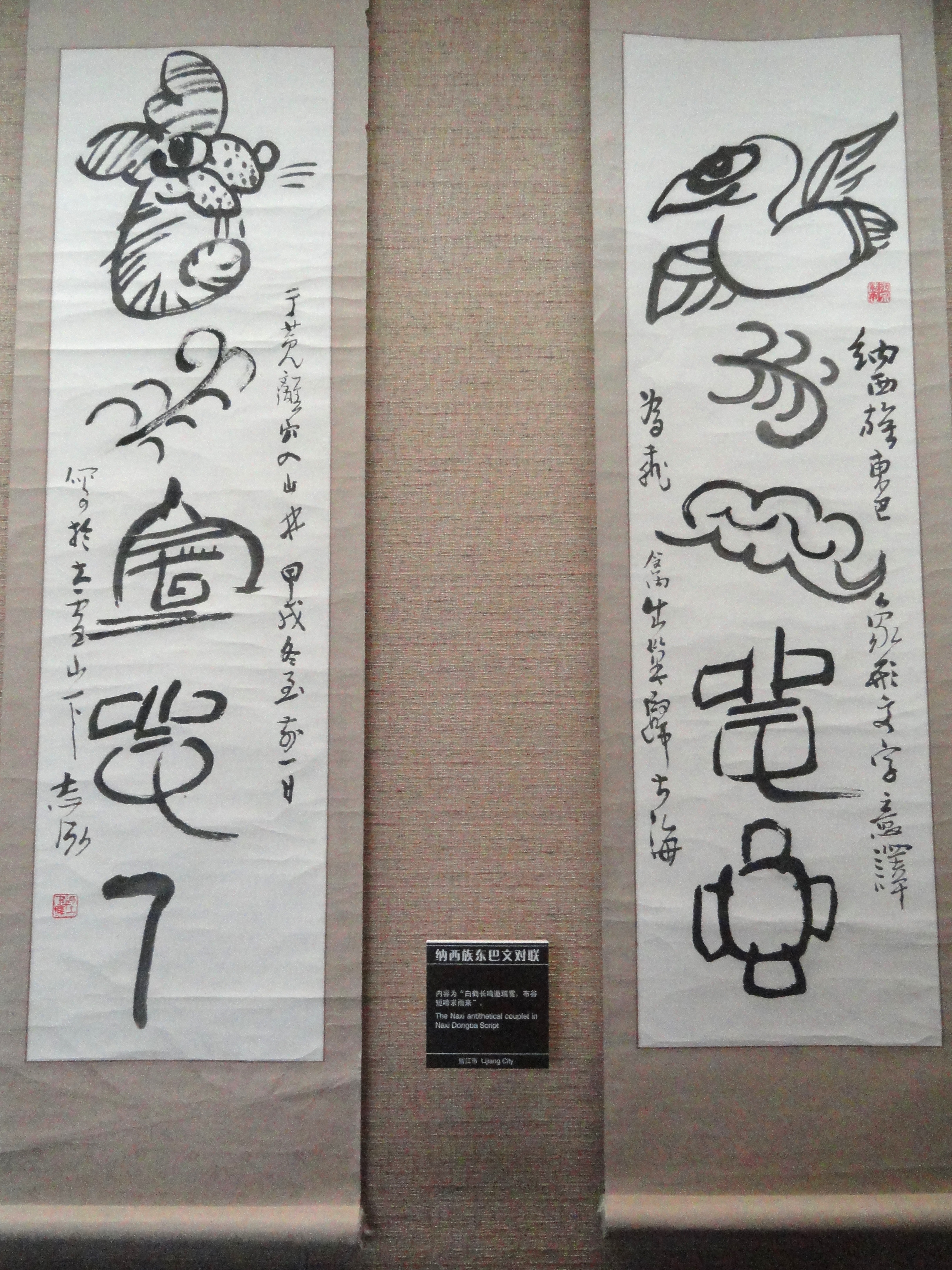
Народная примета «белый журавль долго поёт — зовёт большой снег, кукушка коротко кричит — просит дождя» (согласно подписи на китайском языке: 白鹤长鸣邀瑞雪，布谷短啼求雨来) в виде парной надписи знаками письма дунба народности наси, из города Лицзян. Музей национальностей провинции Юньнань, Куньмин, КНР. Фото 2011 года

## В культуре
Для коренных народов Сибири — угров, ненцев, других — стерх — священная птица, тотем, персонаж мифологии, религии, праздничных обрядов, в том числе Медвежьего праздника. Во время гнездования стерхов их территория гнездования становилась заповедником.
Поэтому не только у якутов, эвенов, эвенков, юкагиров, но и у народов Западной Сибири считалось, что встреча со стерхом предвещает добрые события, а причиненный белому журавлю вред приносит несчастье. У народа саха жрица-стерх Айыы Умсуур Удаган охраняет по велению Дьылга-тойона столб, на котором он жертвенной кровью написал, что Нюргун станет главой племени саха. В песнях и героическом эпосе саха-якутов «Олонхо» стерх является птицей, образ которой принимают небесные шаманки и земные красавицы.
Пришедшие из Сибири венгры и особенно савиры принесли представления о магии белых журавлей в русский и европейский фольклор.